# 5083 Irinara
Az 5083 Irinara (ideiglenes jelöléssel 1977 EV) a Naprendszer kisbolygóövében található aszteroida. Nyikolaj Sztyepanovics Csernih fedezte fel 1977. március 13-án.